# Římské monumentální sloupy
Římské monumentální sloupy.
První římský čestný sloup je Trajanův sloup z roku 113 po Kristu, který dodnes formuje představu o typu tehdejší římské architektury z hlediska vzhledu i politické funkce. Většina starověkých monumentálních sloupů.se nachází v císařských hlavních městech Řím a Konstantinopol.
Seznam zahrnuje čestné a vítězné sloupy postavené během Římské říše. Tyto monumenty byly postavené z kamenných monolitů. Také z kruhových prvků, které mají uvnitř dutého interiéru až k vrcholu sloupu točité schodiště.

## Seznam
Seznam je seřazen podle data stavby. Všechny rozměry jsou uvedeny v metrech. Konstrukce sloupů je založena na římských mírách, které používali staří architekti k určení harmonických stavebních proporcí.

| Obrázek | Letopočet vzniku         | Název               | Město          | Místo                   | Výška nad základem | Poznámka |
| ------- | ------------------------ | ------------------- | -------------- | ----------------------- | ------------------ | --- |
|         | 113 po Kristu            | Trajánův sloup      | Řím            | Trajanovo forum         | 35,07 m            | Pratyp čestných sloupů |
|         | 161 po Kristu            | Sloup Antonia-Pia   | Řím            | Campus Martius          | 14,75 m            | Zachován pouze sokl |
|         | 193 po Kristu            | Sloup Marka Aurelia | Řím            | Campus Martius          | 39,72 m            | Napodobuje Trajánův sloup |
|         | Mezi 268 a 337 po Kristu | Gótský sloup        | Konstantinopol | Gülhane-Park            | 18,5 m             | Nejstarší památka římské éry v Istanbulu dodnes zachovalá bez úhony. |
|         | 297 po Kristu            | Pompeiův sloup      | Alexandrie     | Alexandrijský Akropolis | 26,85 m            | Tetrarchický monument s reprezentativní funkcí a vypsaným věnováním Diokleciánovi bez uvedení důvodu stavby                                                               |
|         | 330 po Kristu            | Konstantinův sloup  | Konstantinopol | Forum des Konstantin    | 35 m               | K slavnostnímu zasvěcení Konstantinopole jako Nového Říma |
|         | 362 ? po Kristu          | Julianův sloup      | Ankara         | Hükümet Meydanı         | 15 m               | Säule unbekannter Bestimmung und Zeitstellung spätrömischer Zeit |
|         | Mezi 381 a 387 po Kristu | Theodosiův sloup    | Konstantinopol | Forum des Theodosius    | Asi 40 m           | Triumfální sloup postavený pravděpodobně za vítězství Theodosia a jeho syna Arcadia roku 386. Jeho zbytky jsou uloženy v istanbulském archeologickém muzeu                |
|         | 421 po Kristu            | Arcadiův sloup      | Konstantinopol | Forum des Arcadius      | Více než 50 m      | Triumfální sloup u příležitosti vítězství Arcadia nad Góty, stavba zahájena v roce 401, dokončena roku 421 Theodosiem II. Demontován v roce 1715 vyhláškou turecké vlády. |
|         | 455 po Kristu            | Marcianův sloup     | Konstantinopol | Marciánovo Forum        | 17 m               | Čestný sloup postavený městským prefektem Tatianem na počest císaře Marciana. Vytesán z červené a šedé egyptské žuly.                                                     |
|         | 543 po Kristu            | Justiniánův sloup   | Konstantinopol | Platz des Augustaeum    | 70 m               | Čestný sloup Justiniana I Druhé využití měl s jezdeckou sochou Theodosia I. nebo Theodosia II. Stržen Turky v XVI. století.                                               |
|         | 608 po Kristu            | Fokův sloup         | Řím            | Forum Romanum           | 13,6 m             | Čestný sloup, který je poslední stavbou starověku na Foru Romanu |